# HD 105078
HD 105078，又名CD-35 7694，SAO 203119、HR 4612，是一颗恒星，视星等为6.23，位于銀經292.64，銀緯26.27，其B1900.0坐标为赤經12h 0m 48.1s，赤緯-35° 26.27′ 14″。